# Station Komagome
Station Komagome (驹込駅, Komagome-eki) is een treinstation in de speciale wijk Toshima in de Japanse hoofdstad Tokio. De tuin van Rikugi-en ligt op wandelafstand van dit station.

## Lijnen
East Japan Railway Company
- Yamanote-lijn

Tokyo Metro
- Namboku-lijn

Shinagawa · Ōsaki · Gotanda · Meguro · Ebisu · Shibuya · Harajuku · Yoyogi · Shinjuku · Shin-Ōkubo · Takadanobaba · Mejiro · Ikebukuro · Ōtsuka · Sugamo · Komagome · Tabata · Nishi-Nippori · Nippori · Uguisudani · Ueno · Okachimachi · Akihabara · Kanda · Tokio · Yūrakuchō · Shinbashi · Hamamatsuchō · Tamachi · Shinagawa